# Coldharbour (Surrey)
Coldharbour – wieś w Anglii, w hrabstwie Surrey, w dystrykcie Mole Valley. Leży 40 km na południowy zachód od centrum Londynu.